# PS/2 (порт)

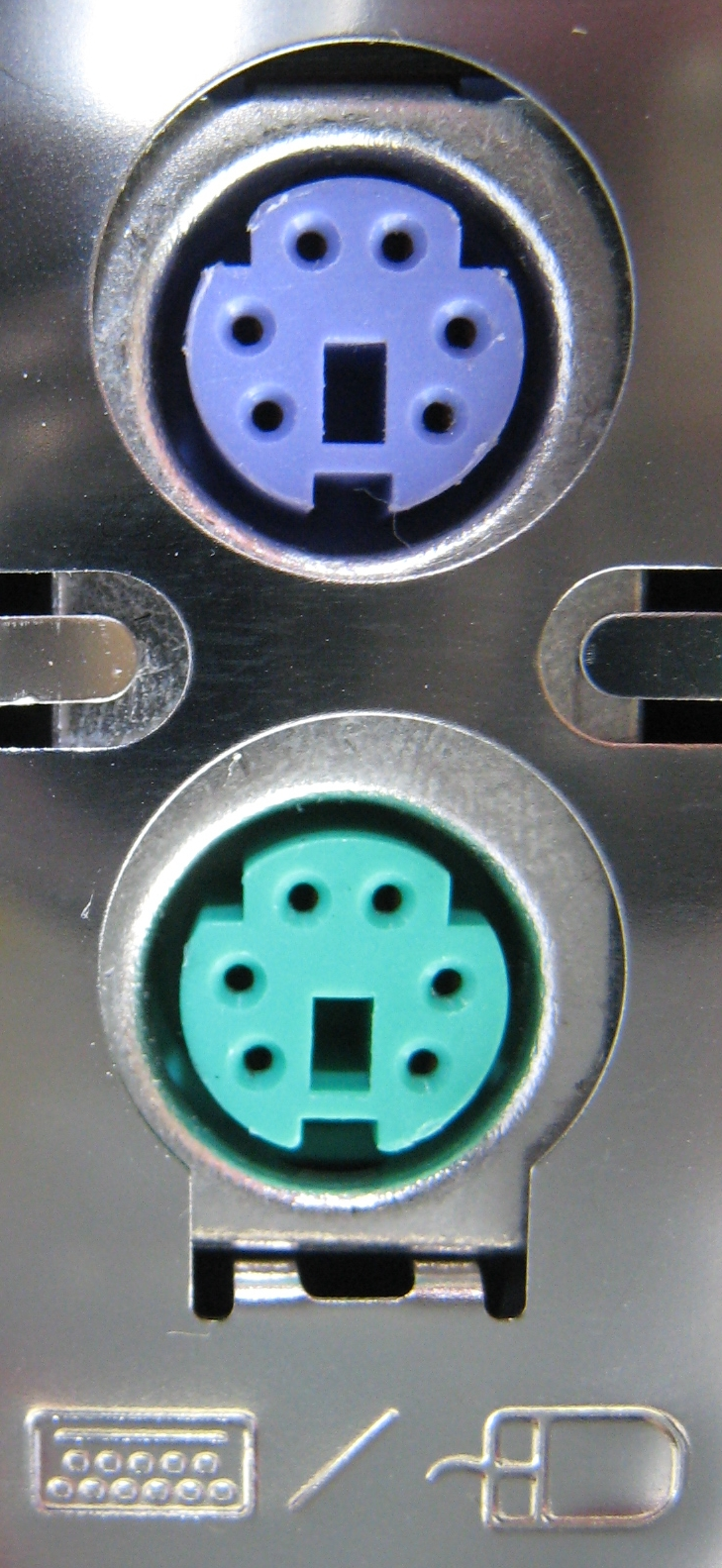
Роз'єми PS/2 для клавіатури (зверху) і миші (знизу).

PS/2 — комп'ютерний порт (роз'єм), що використовується для підключення клавіатури і миші. Вперше з'явився в 1987 році на комп'ютерах IBM PS/2 (до цього часу для підключення клавіатури використовувався DIN-5, миші — COM-порт) і згодом отримав визнання інших виробників і широке розповсюдження у персональних комп'ютерах і серверах. Швидкість передачі даних — від 80 до 300 Кб/с і залежить від продуктивності підключеного пристрою та програмного драйвера.
Деякі материнські плати можуть правильно працювати при «неправильному» підключенні миші та клавіатури (тобто при підключенні клавіатури в роз'єм призначений для миші, і, навпаки, миші в роз'єм для клавіатури) — материнська плата сама розпізнає пристрої та дозволить користувачу продовжити роботу з мишею і з клавіатурою без їх перепідключення.
На сьогоднішній час переважна більшість комп'ютерних мишей та клавіатур мають роз'єм USB, деякі сучасні материнські плати (особливо мініатюрних форм-факторів) не мають роз'єму PS/2 або мають тільки один роз'єм.

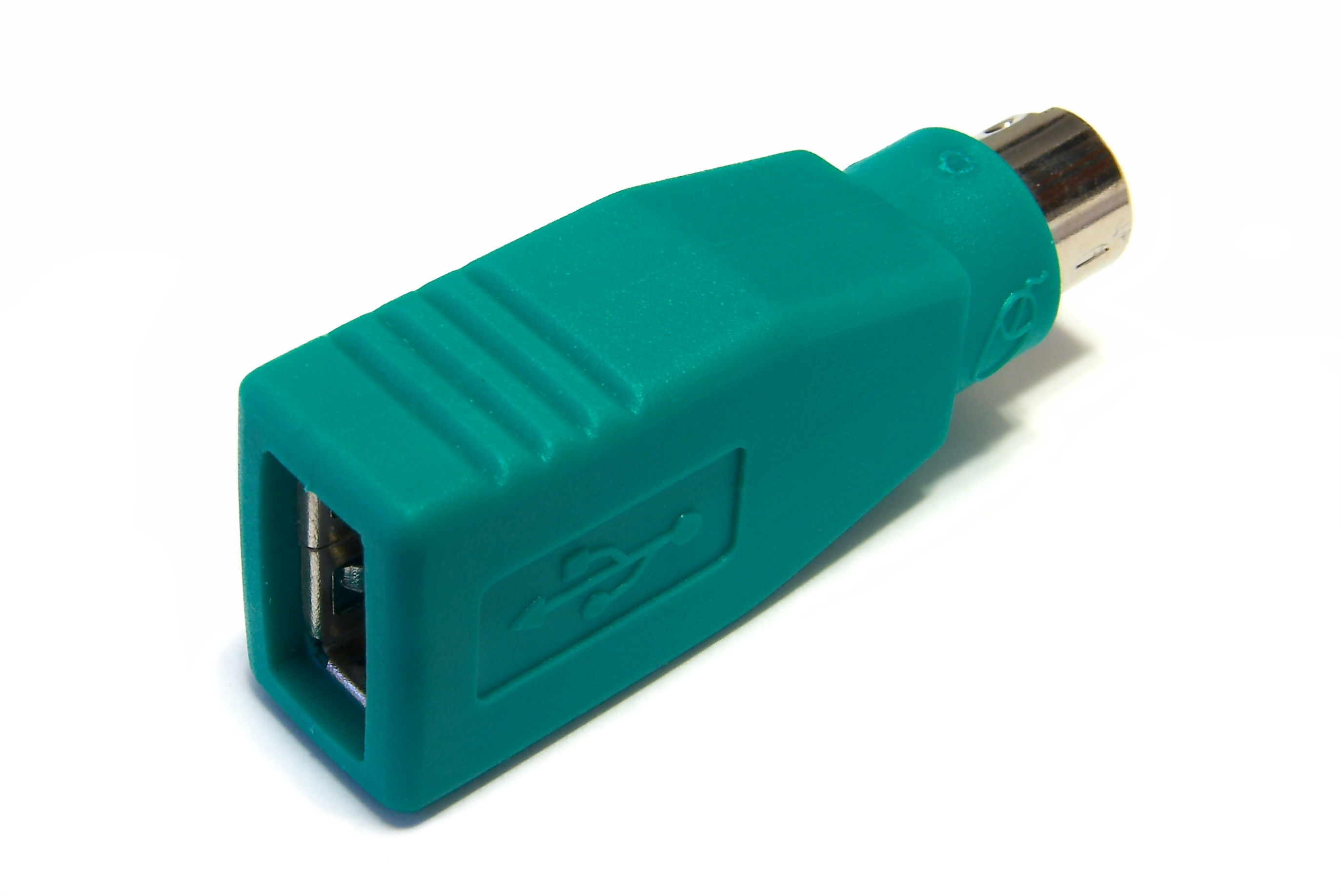
Адаптер для підключення миші USB до PS/2

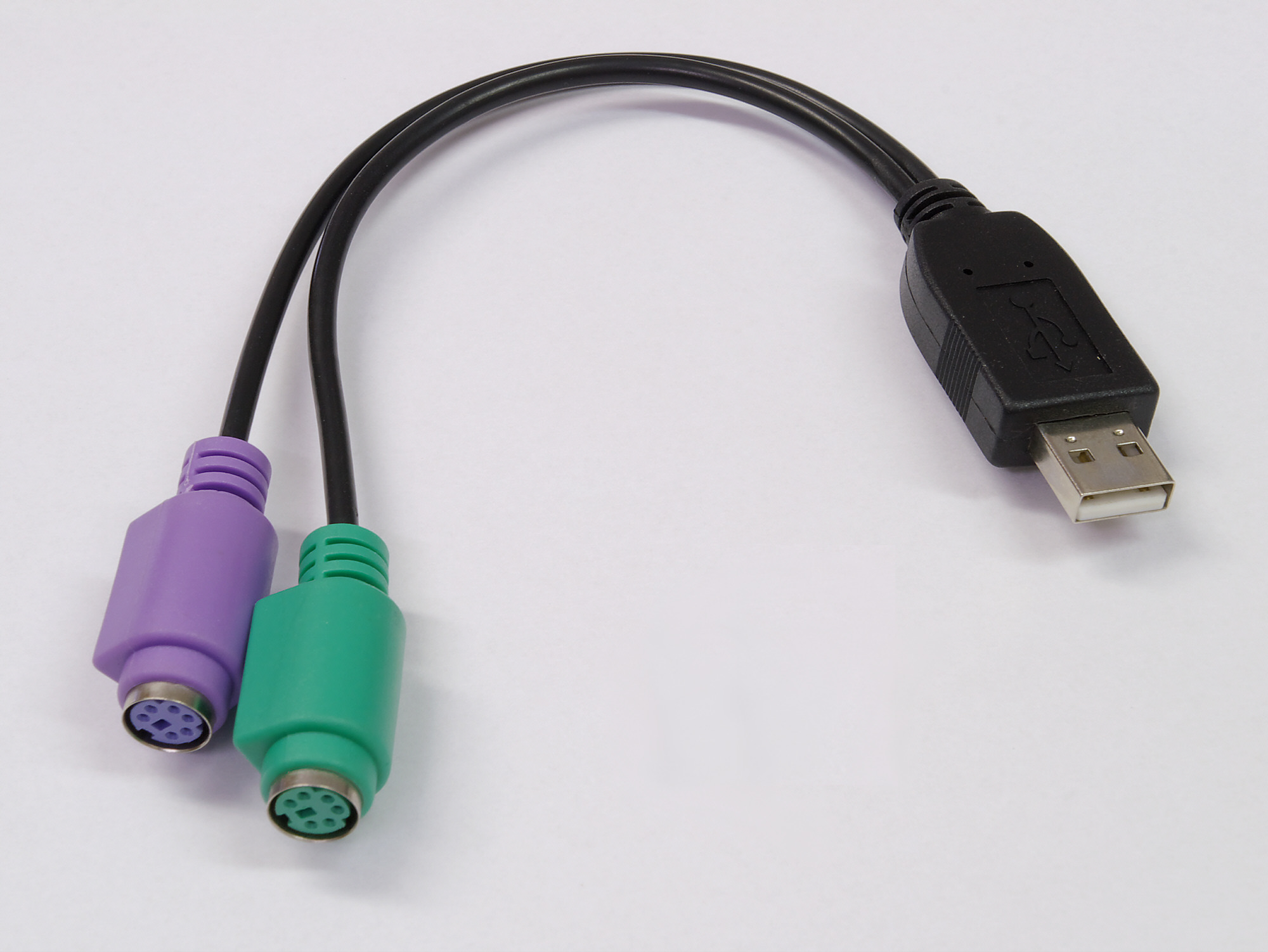
Адаптер для підключення миші та клавіатури (з PS/2) до USB порту

Існують комп'ютерні миші та клавіатури, що мають на кабелі роз'єм USB і здатні працювати через перехідник з роз'ємом PS/2. Слід врахувати, що таке підключення допустиме тільки для USB-пристроїв, в яких контролер підтримує подібне. 
В офісних умовах іноді віддають перевагу використанню клавіатури та миші PS/2, а не USB  - через підвищені умови безпеки: це дозволяє повністю відключити порти USB і зробити неможливим підключення флешки та інших потенційно небезпечних пристроїв.

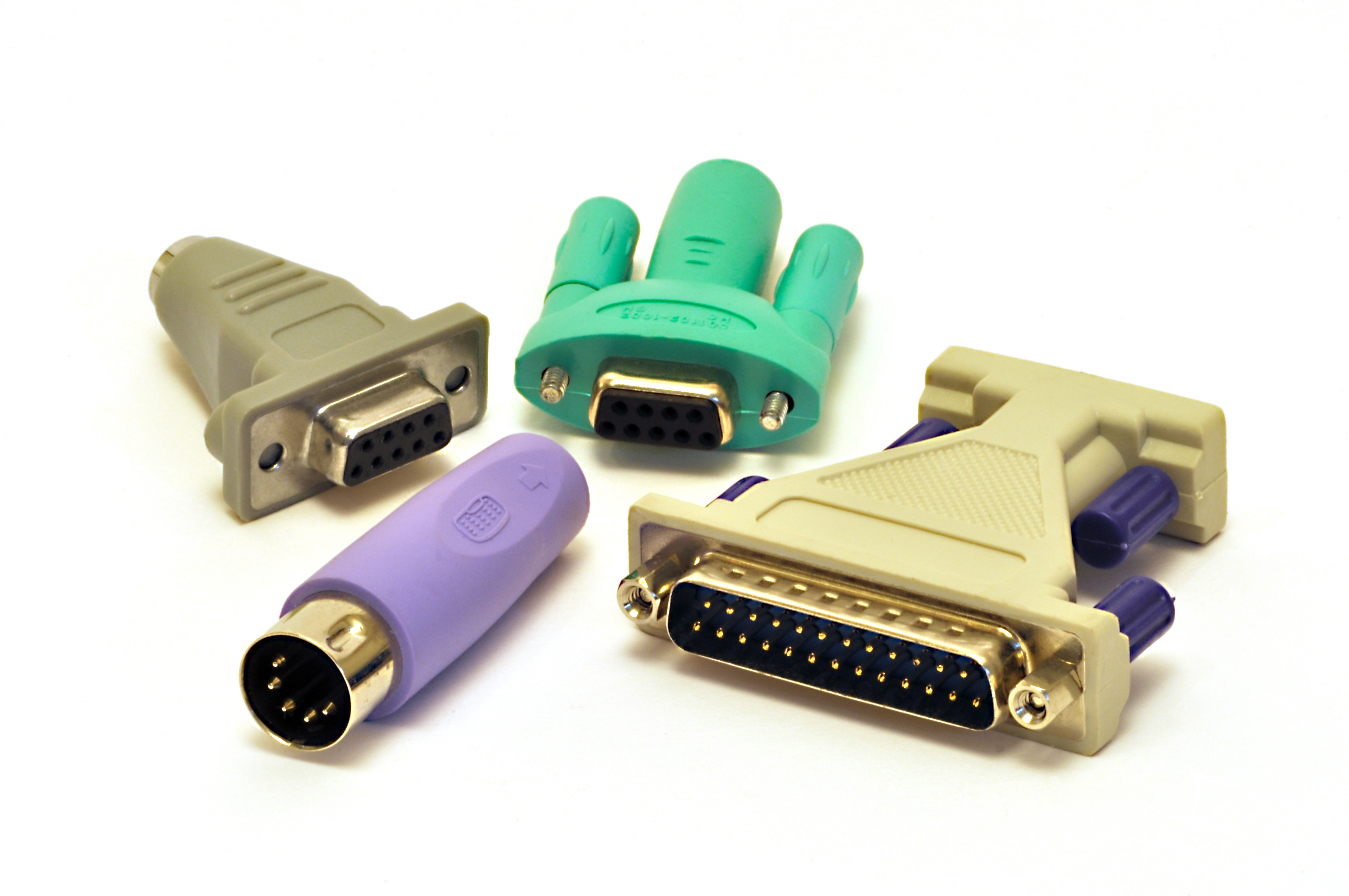
Кілька адаптерів для використання у комп'ютерах, наприклад - PS/2 -> DIN (знизу, зліва)

Інтерфейс PS/2 може використовуватися не тільки для клавіатур і мишей, але і для інших пристроїв, наприклад, сканерів штрих-кодів, позиціонерів. Однак ці пристрої в більшості випадків емулюють роботу клавіатури або миші. Це дозволяє позбавитися  від драйверів і зробити пристрої платформо незалежними.
Крім інтерфейсу PS/2, може зустрічатись термін, як контролер PS/2 або контролер клавіатури, наприклад VT82C42,  наявна документація від виробника VIA 
Попередником PS/2 для клавіатури був 5-контактний DIN-роз'єм, електрично сумісний з PS/2, що застосовувався спочатку в аудіоапаратурі, а для мишей — D-sub — COM-порту, як правило, дев'ятиконтактного. 

## Кольорове маркування роз'ємів
Специфікація PC97 визначає стандартні кольори для роз'ємів порту PS/2 в системному блоці та на кабелях підключених пристроїв:
- Сиреневі – клавіатура;
- Зелений – миша.

До впровадження цього стандарту кольори роз'ємів не обумовлювалися, тому практично використовувалися роз'єми чорного кольору, а зовнішній корпус роз'ємів на кабелях збігався з кольором оболонки кабелю (зазвичай, білий чи сірий).
Деякі виробники спочатку використовували свою систему кодування кольорів: наприклад, клавіатури «Logitech» мали корпус роз'єму помаранчевого кольору, але надалі перейшли на використання стандартних кольорів.

## Інтерфейс PS/2
Фізичний інтерфейс PS/2 включає чотири провідники: землю, напруга живлення (спочатку використовувалася напруга +5 В, всі сучасні контролери та пристрої використовують +3,3 В), лінію даних (Data) та лінію синхронізації (Clock). Технічно обидві сигнальні лінії керуються так званими схемами з відкритим колектором або стоком, завдяки чому логічна одиниця на лінії присутня тільки тоді, коли та контролер інтерфейсу («хост» по термінології, що використовується в описі інтерфейсу), і пристрій одночасно утримують на цій лінії логічну одиницю; якщо хост або пристрій виставляє на лінію логічний нуль, по всій лінії з'являється нуль, навіть якщо інший пристрій продовжує утримувати одиницю. Цим досягається двоспрямованість (дуплексность) ліній: і хост, і пристрій можуть одночасно керувати та аналізувати їхній стан.

## Маркування контактів
| PIN# | SIGNAL / Сигнал | Напрям | Опис                                                                                |
| ---- | --------------- | ------ | ----------------------------------------------------------------------------------- |
| 1    | Data            | Out    | Data, передані дані.                                                                |
| 2    | N/C             |        | N not / C connect                                                                   |
| 3    | Ground          |        | Земля / Корпус. Загальний вивід для живлення.                                       |
| 4    | +5V             |        | Живлення, +5 В. Використовується для подачі живлення на пристрій, що підключається. |
| 5    | Clock           | Out    | CLK - синхронізація (Clock). Включається під час передачі даних мишею.              |
| 6    | N/C             |        | N not / C connect                                                                   |

## Протокол обміну
Спочатку PS/2 реалізовувався з боку комп'ютера мікросхемою контролера 8048, потім був замінений мікросхемою мікроконтролера 8042, потім його функції перейшли в Super I/O або LPC-чіп, або в південний міст чіпсета. Перед подачею живлення на пристрій контролер порту на материнській платі слухає CLK. При передачі від пристрою (PS/2 клавіатури або PS/2 - миші) до комп'ютера використовується наступний протокол. Пристрій не починає передачу, якщо Clock не знаходився в "1" принаймні 50 мікросекунд. Пристрій передає послідовно: 
1. старт-біт - завжди нуль;
2. 8 біт даних;
3. біт парності;
4. стоп-біт – завжди одиниця.

Пристрій встановлює/змінює сигнал Data, коли Clock перебуває у логічній одиниці. Контролер на материнській платі читає дані, коли Clock перебуває у логічному нулі.
Під час передачі у зворотний бік команд від контролера на материнській платі комп'ютера до клавіатури чи миші протокол відрізняється від описаного вище.
Послідовність переданих біт тут складніше: 
1. контролер опускає сигнал Clock у нуль на час приблизно 100 мікросекунд;
2. контролер опускає сигнал Data в нуль, формуючи старт-біт;
3. контролер відпускає сигнал Clock у логічну одиницю, клавіатура фіксує старт-біт;
4. далі клавіатура генерує сигнал Clock, а контролер подає біти, що передаються;
5. після того, як контролер передав усі свої біти, включаючи біт парності та стоп-біт, клавіатура посилає останній біт «нуль», який є підтвердженням прийому.